# اس‌اس کفراری
اس‌اس کفراری (به انگلیسی: SS Kaffraria) یک کشتی بود که طول آن ۲۳۷ فوت (۷۲ متر) بود. این کشتی در سال ۱۸۶۴ ساخته شد.